# 3847 Šindel
3847 Šindel là một tiểu hành tinh vành đai chính với chu kỳ quỹ đạo là 2032.3180343 ngày (5.56 năm).
Nó được phát hiện ngày 16 tháng 2 năm 1982.